# Mühlhäuser Schlößchen

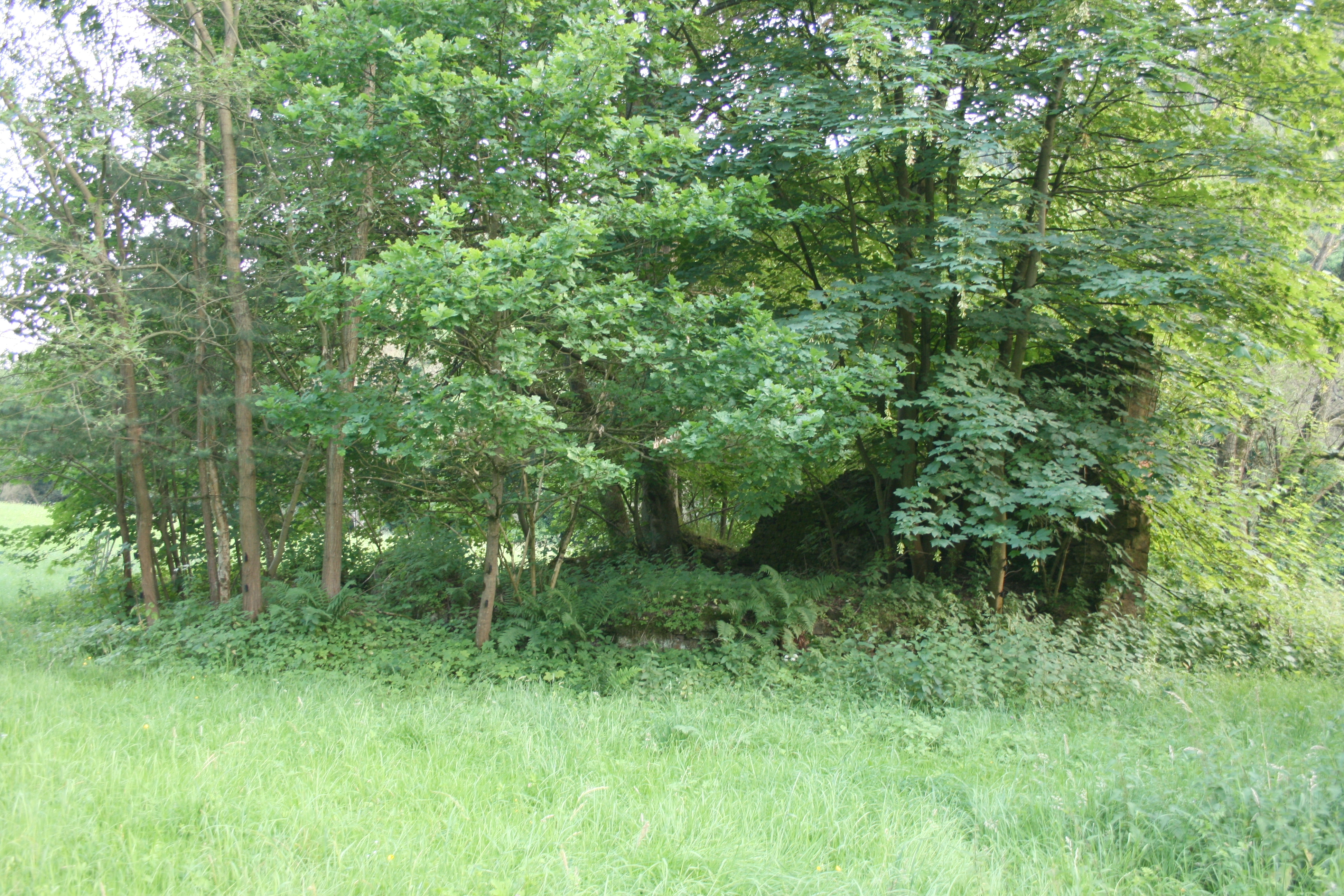
Ansicht des Gebäudes, Nordostseite

Das sogenannte Mühlhäuser Schlößchen ist die Ruine eines kleinen mittelalterlichen burgartigen Gebäudes, das als Niederadeligensitz im Bautyp eines sogenannten Festen Hauses oder Weiherhauses gedeutet wird. Es befindet sich südlich der Ortschaft Mühlhausen, Gemeinde Breuberg im Odenwaldkreis in Hessen. Über die Geschichte der Anlage, die als Kulturdenkmal ausgewiesen, heute im Bestand stark gefährdet ist, liegen keine schriftlichen Quellen vor.

## Lage
Die Anlage befindet sich zwischen Breuberg und Lützel-Wiebelsbach nahe der L 3259 am Fuß des 311 m hohen Obersberges. Das Schlösschen selbst liegt im engen Talkessel zwischen diesem und dem benachbarten Breitenbacher Kopf auf einer Höhe von etwa 195 m ü. NN. Sie ist heute nur schwer zugänglich, da sie sich in der feuchten Bachaue des Breitenbachs, eines Nebenflusses der Mümling inmitten einer Viehweide befindet.

## Erforschung
Weder über die Bewohner, noch über die Anlage selbst liegen schriftliche Quellen vor. Die Geschichte der Anlage erschließt sich nur aus Beobachtungen an den wenigen erhaltenen Mauerresten, Ähnlichkeiten zu anderen Gebäuden dieser Art, der Lage sowie wenigen archäologischen Untersuchungen.
Gustav Simon vermutete lediglich das Anwesen als Stammsitz und Ganerbschaft verschiedener Odenwälder Geschlechter, wie z. B. der Rosenbach, der Starkerad von Breuberg u. a., ohne Beweise vorlegen zu können. Auch Georg Wilhelm Justin Wagner beschreibt in seinem 3-bändigen Werk zu Wüstungen in Hessen das Schlösschen nur als der Sage nach stand hier eine bedeutende Burg.
Im Frühjahr 1988 wurden zwei kleinere Suchschnitte innerhalb des Gebäudes angelegt, die einige Keramikscherben erbrachten. Der Laufhorizont des erhaltenen steinernen Untergeschosses bestand aus einem gestampften Lehmboden, Spuren von Steinplatten fanden sich nicht.

## Anlage
Die historische Einordnung und Klärung der Funktion ergibt sich im Wesentlichen aus Beobachtungen an der erhaltenen Substanz der Ruine. Da diese weitgehend dem Zerfall ausgesetzt ist und es in den vergangenen Jahrzehnten wiederholt zu Einstürzen von Teilen gekommen ist, sind auch alte Aufzeichnungen über den Zustand aufschlussreich.
Das Gebäude nimmt eine fast quadratische Fläche von etwa 8,80 m mal 10 m ein. Das 60 bis 70 cm starke Mauerwerk ist fast nur noch an der Westseite erhalten. Georg Wilhelm Justin Wagner konnte es 1862 noch als auf der einen Seite zwei Stockwerke hoch und mit mehreren Fensteröffnungen beschreiben. An den anderen Seiten sind noch Fundamentreste sichtbar. An der Ostseite befand sich ein kleiner Vorsprung. Die Mauer war hier auf bis zu 1,20 m verstärkt, möglicherweise Hinweis auf einen über dem steinernen Untergeschoss befindlichen Eingang, den man über eine Zugbrücke erreichte. An der südwestlichen Ecke befand sich der Rest eines Halbschalenturms. Justin Wagner beschrieb ihn noch als Eckturm mit Schießscharten. Da das Mauerwerk stark von Bäumen durchwurzelt wird, stürzte dieser vor wenigen Jahren um. Der Turm könnte als Treppenturm in das Obergeschoss gedient haben. Dieses dürfte in Fachwerkbauweise errichtet worden sein. Nach Wagner fanden sich im 19. Jahrhundert noch Mauerspuren im umliegenden Gelände, die ihn zu der Annahme einer größeren Anlage wie die einer Burg veranlassten.
Teile eines umlaufenden Grabens sind im Wiesengelände noch erkennbar.

### Deutung

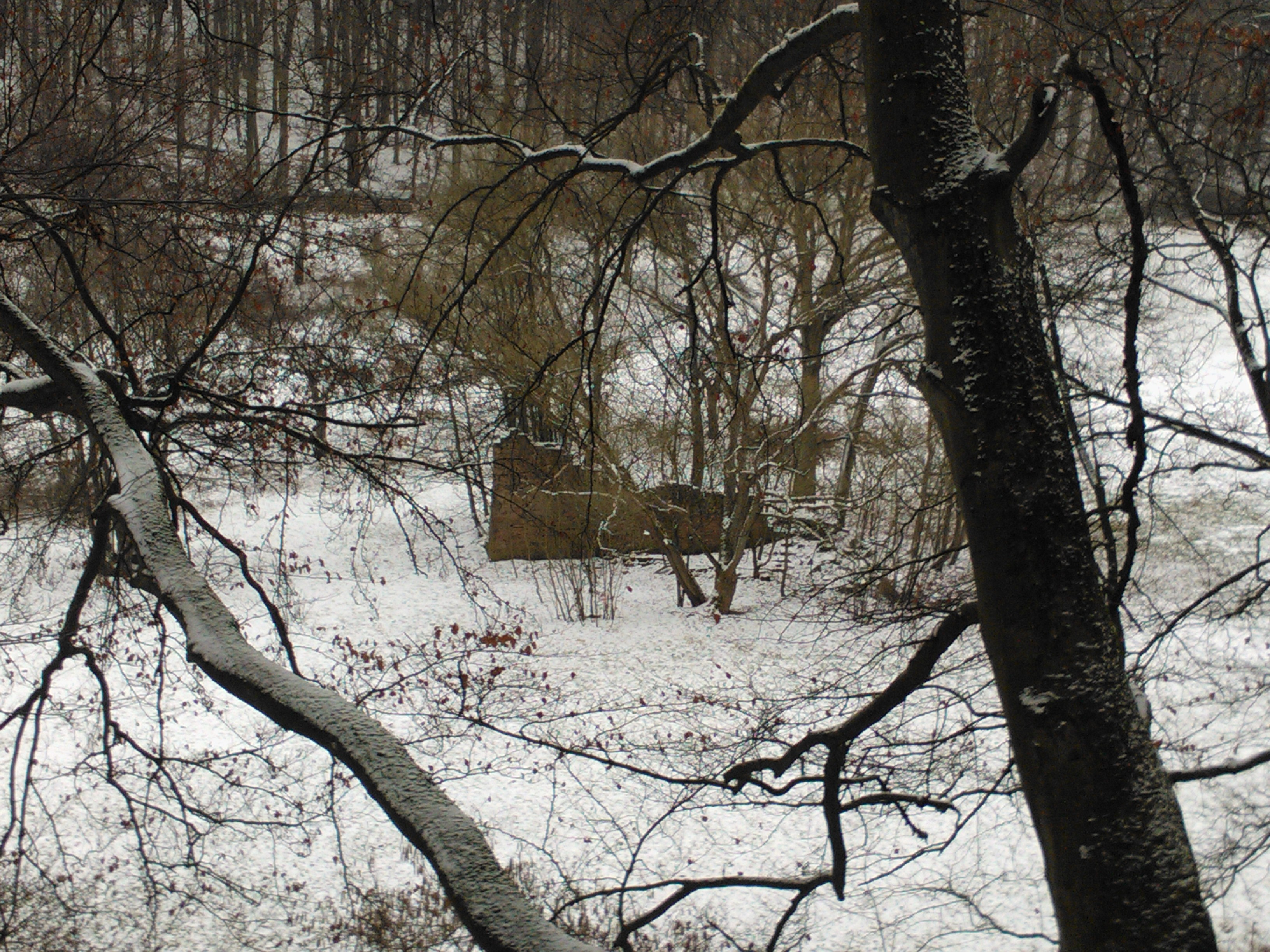
Straßenansicht zu den Ruinen des Mühlhäuser Schlösschens

Die Bauweise des steinernen Untergeschosses weist starke Ähnlichkeit zum Templerhaus in Amorbach und zum Topplerschlösschen unterhalb Rothenburgs auf. Mit hoher Wahrscheinlichkeit handelt es sich beim Mühlhäuser Schlößchen um den Sitz eines niederen Adligen, möglicherweise eines Burgmann auf der nahe gelegenen Burg Breuberg. Weitere, ganz ähnliche Gebäude befinden sich ebenfalls unweit von dieser: die sogenannte Bacheburg, die Reste der ehemaligen Wasserburg beim Neustädter Hof zwischen Mömlingen und Eisenbach, die eine längst zerstörte und abgegangene Vorgängerburg auf dem Schneirersbuckel nur ca. 100 Meter weiter südwestlich hatte.
Gebäude dieses Typs sind im fränkischen Raum weit verbreitet. Die sogenannten Weiherhäuser beschränkten sich fortifikatorisch auf die Lage in einem Gewässer und eine Zugbrücke oder einen erhöhten Eingang oberhalb des steinernen Untergeschosses. Das oder die darüberliegenden Stockwerke waren üblicherweise in Fachwerkbauweise ausgeführt.